# Arima (Siria)
Qalaat al-Arima (قلعة العريمة) è un grande castello crociato situato a sud-est di Tartus.

## Storia
Il castello difendeva la strada per Tortosa e anche la pianura del Boaked. Ne è ancora sconosciuta la data della costruzione, ma nel 1148 apparteneva al Conte di Tripoli Raimondo II, erede di Raimondo IV di Tolosa, e durante la 2ª crociata vi giunse Alfonso Giordano, erede occidentale. 
Temendo per il suo patrimonio, Raimondo II si pensa abbia avvelenato Alfonso a Cesarea. Il figlio di quest'ultimo Bertrando, continuò ad occuparsene e in seguito arrivò a conquistare Arima, tagliando la strada da Tripoli a Tortosa, i due centri principali della contea. Raimondo II scelse così di chiedere alleanza a Norandino per assediare la fortezza. Durante l'assedio i minatori mussulmani riuscirono a fare breccia nelle mura e Bertrand dovette arrendersi restando in prigione per 12 anni.
Nel 1171, lo stesso Norandino arrivò a impossessarsi della cittadella, contemporaneamente al Chastel Blanc. Tempo dopo il castello finì nelle mani dell'ordine del Tempio. Nel 1187 il Saladino la saccheggiò durante l'assedio mal riuscito del Krak dei Cavalieri, ma resto templare fino all'evacuazione del 1291, facente parte della ritirata verso Cipro.

## La fortezza
Il castello è situato a 171 m di altezza su una cima lunga 300 e larga 80 m. Questa in direzione est-ovest è divisa da due fossati in tre cortili, di cui il primo costituisce la vera e propria fortezza, di dimensioni 76x45 m. Sono sparse tre torri tra il primo e il secondo cortile, a nord-est del primo e a nord-ovest del secondo.